# Jicchak Mordechaj
Jicchak Mordechaj (heb.: יצחק מרדכי, ang.: Yitzhak Mordechai, ur. 22 listopada 1944 w pobliżu Zachu w Iraku) – izraelski wojskowy i polityk, członek Knesetu w latach 1996−2001, minister obrony (1996−1999), a następnie minister transportu (1999−2000), wicepremier.

## Życiorys
Urodzony w irackim Kurdystanie, do Izraela przybył w 1949. Studiował na uniwersytetach w Tel Awiwie i Hajfie.
Od 1962 do 1995 służył w wojsku, od 1986 był szefem kolejno Południowego, Centralnego i Północnego Dowództwa w stopniu generała.
Od 1995 działał w polityce, należał do Likudu, przez pięć lat był posłem do Knesetu, pełnił także funkcje ministerialne.
23 lutego 1999 opuścił wraz z Dawidem Magenem, Danem Meridorem i Eli’ezerem Sandbergiem frakcję Likud-Geszer-Comet, by – wspólnie z Chaggajem Meromem i Nissimem Cewilim z Partii Pracy – utworzyć nowe ugrupowanie: Partię Centrum.
W wyborach w 1999 partia zdobyła 6 miejsc w Knesecie.
Odszedł w wyniku oskarżeń o molestowanie seksualne.